# Pablo Andiñach
Pablo Rubén Andiñach (n. 1955) es un teólogo y biblista argentino especialista en el Antiguo Testamento o Biblia Hebrea.

## Biografía
Nacido en Argentina, realizó sus estudios de grado y doctorado en el ISEDET y estudios de postgrado en la Universidad Hebrea de Jerusalén y en el Iliff School of Theology de la Universidad de Denver, donde se especializó en Antiguo Testamento. Dirigió la revista "Cuadernos de Teología" (1996-2011)  y actualmente es profesor de Antiguo Testamento en la Facultad de Teología y de historia del Antiguo Oriente en la Facultad de Ciencias Sociales de la Pontificia Universidad Católica Argentina. Es también profesor de Antiguo Testamento en la Faculta de Teología de la UNSTA y colabora como docente en el Seminario Rabínico Latinoamericano. 
Desde 2022 es Director de la carrera Maestría en Teología Bíblica de la Facultad de Ciencias de la Religión de UCEL, Rosario, Argentina y forma parte del plantel de profesores de dicha carrera.
Es Investigador Senior del Centro de Estudios de Historia del Antiguo Oriente de la Pontificia Universidad Católica Argentina y 
miembro del comité editorial de Monografías sobre el Antiguo Cercano Oriente de la Society of Biblical Literature. Integra del Comité de investigación sobre Teología y Política de CLACSO. Ha publicado libros y artículos de su especialidad.  Como Visiting Professor ha dado clases en Perkins School of Theology, Southern Methodist University, Dallas, EE. UU., durante 2004-2005 y 2011-2012. 
En el campo ecuménico ha sido miembro de la Faith and Order del Consejo Mundial de Iglesias (World Council of Churches) desde 2001-2023 , y ha participado de numerosos encuentros ecuménicos e interdenominacionales. Es Presbítero de la Iglesia Evangélica Metodista Argentina.

## Publicaciones
- El fuego y la ternura. Comentario al Cantar de los Cantares (Buenos Aires, Lumen, 1997).
- Iglesias Evangélicas y Derechos Humanos en Argentina ( en colaboración con D. Bruno, Buenos Aires, 2001)
- El libro del Éxodo. Traducción y comentario (Salamanca, Sígueme, 2006).
- Ser Iglesia. Eclesiología en perspectiva evangélica (Buenos Aries, Lumen, 2007).
- Éxodo. Comentario para exégesis y traducción (Miami, Sociedades Bíblicas Unidas, 2008).
- Introducción hermenéutica al Antiguo Testamento (Estella, Verbo Divino, 2012).
- El Dios que está. Teología del Antiguo Testamento (Estella, Verbo Divino, 2014). Traduccion portuguesa:  O Deus que esta. Uma teologia o Antiguo Testamento (Sao Paulo, Editora Recriar, 2023).
- Being Church. An Ecclesiology for the Rest of Us (Wipf and Stock, 2014).
- El libro de las gratitudes. Pensamientos y reflexiones sobre la fe y la vida (Buenos Aires, Lumen, 2015).
- The Book of Gratitudes. An Encounter between Life and Faith", (Eugene, wipf and Stock, 2016).
- The Bible and the Hermeneutics of Liberation, (en colaboración con A. Botta), (Atlanta, SBL, 2009).
- La Violencia and the Hebrew Bible. The politics and Histories of Biblical Hermeneutics on the American Continent (con S. Scholz) (Atlanta, SBL, 2016)
- Señales de un Metodista (con D. Bruno, eds.) (Buenos Aires, CMEW, 2008, reimpresión 2020).
- Libro de las gratitudes 2 (Buenos Aires, Lumen, 2019).
- El Nombre del Padre y la sexualidad. Desde la teología y el psicoanálisis (New York y Buenos Aires, Amazón Ed, 2021), obra en colaboración con Violaine Fua Púppulo.
- The Name of the Father and Sexuality. From Theology and Psycoanalisis. (New York, Amazon Ed. 2022), obra en colaboración con Violaine Fua Púppulo.